# Memory
Memory es una película de suspense y acción estadounidense de 2022 dirigida por Martin Campbell a partir de un guion de Dario Scardapane. Está basada en la novela De Zaak Alzheimer de Jef Geeraerts y es una nueva versión de la adaptación anterior de la novela, la película belga The Alzheimer Case. La película está protagonizada por Liam Neeson como un asesino a sueldo envejecido con demencia de inicio que debe huir después de rechazar el contrato de una niña; Guy Pearce, Monica Bellucci, Harold Torres, Taj Atwal y Ray Fearon también protagonizan.
Memory se estrenó en cines en los Estados Unidos el 29 de abril de 2022 por Open Road Films y recibió críticas generalmente mixtas de los críticos.

## Argumento
Alex Lewis es un asesino a sueldo que vive en México que sufre de Alzheimer temprano en el escenario y trabaja en nombre de Davana Sealman. Tiene la tarea de matar a un hombre en El Paso (Texas) llamado Ellis Van Camp (un constructor de la instalación de procesamiento central de Texas). El hermano de Alex resulta ser residente en un asilo de ancianos en El Paso debido a su demencia. Mientras tanto, el agente especial Vincent Serra (de la Fuerza de Tareas contra la Explotación Infantil del FBI) se infiltra para atrapar a un traficante sexual llamado Papillion en El Paso, responsable de traficar con su hija de 13 años llamada Beatriz. Vincent termina matando a Papillion después de que toma como rehén a Beatriz.
Beatriz luego es llevada a la Instalación de Procesamiento Central debido a que no tiene documentos, pero luego la colocan en los Servicios de Protección Infantil después de que se le otorgue una visa de protección. Mientras tanto, Alex termina matando a Ellis y logra robar memorias USB de su caja fuerte que contienen imágenes del hijo de Davana, Randy, teniendo sexo con Beatriz (violación de menores), lo que lo sorprende. Más tarde, Alex tiene la tarea de matar a Beatriz, pero se niega a hacerlo debido a que los niños están fuera de su alcance y rastrea al abogado de Davana, William Borden, a quien amenaza. Sin embargo, Beatriz es asesinada por otro asesino a sueldo (Maurizio), lo que hace que Alex se enfurezca y luego decide vengarse de Davana.
Después de que Alex se junta con una mujer que conoce en un bar al acudir en su ayuda después de que un hombre borracho comienza a acercarse a ella, la mujer (Jane Doe) es asesinada a tiros por Maurizio, quien también intenta matar a Alex. Alex y Maurizio luego se involucran en un tiroteo que termina con Alex ganando la partida y finalmente bombardea el cuerpo de Maurizio y Jane Doe después de colocarlos dentro del auto de Maurizio. Más tarde, Alex también mata a tiros a William Borden, lo que finalmente hace que el hijo de Davana, Randy, entre en pánico al darse cuenta de que la persona que mató tanto a Ellis como a William probablemente pronto vendrá por él. Mientras tanto,
Después de que Randy Sealman organiza una fiesta en un yate, el FBI llega en un intento de asegurarse de que no muera. Sin embargo, Alex logra matar a Randy debido a que se escondió en el yate antes de que comenzara la fiesta. Después de que Alex huye, Vincent y Márquez lo acorralan, pero logra escapar a pesar de que Márquez le inflige una herida de bala. Alex luego se recupera dentro de su escondite (antigua panadería que había sido propiedad de su padre fallecido rodeado de palomas) y logra suprimir el sangrado. El alzheimer de Alex finalmente comienza a empeorar, pero luego se dirige al ático de Davana en un intento de matarla, donde en su lugar mata a tiros a varios oficiales de policía antes de ser noqueado por el detective Danny Mora. Mientras tanto, Davana contrata a otro hombre para matar a Alex como retribución por la muerte de Randy.
Después de que Alex es hospitalizado, Vincent y Linda recuperan las memorias USB de su escondite que contienen la evidencia de que Randy violó a Beatriz. Luego de ver a Alex en el hospital (cuya capacidad para hablar se ve obstaculizada), Alex le informa a Vincent que tiene evidencia de que Davana amenazó a Ellis, lo que debería ser suficiente para llevarla a juicio, pero afirma que no puede recordar dónde colocó la grabación. Después de que el asesino contratado para matar a Alex viene por él, Alex lo toma como rehén. Más tarde, los francotiradores rodean el hospital cuando Alex sale con el hombre contratado para matarlo como rehén, a quien Alex mata en su lugar. Más tarde, Alex entra en el auto de Vincent y termina diciendo que Davana desea 'bery' antes de despertarse afuera y ser asesinado a tiros. Después de que Vincent se da cuenta de que Alex le dio una pista con la palabra 'bery', se las arregla para recuperar la grabación de Davana amenazando a Ellis, pero el fiscal de distrito le dice que aún no será suficiente para enjuiciar. En cambio, Márquez mata a Davana cortándole la garganta (mientras está enmascarada) y tanto Vincent como Linda ven el informe de noticias en un bar en el que Vincent se da cuenta de que Linda lo llevó al bar como una forma de darle una coartada.

## Reparto
- Liam Neeson como Alex Lewis
- Guy Pearce como Vincent Serra
- Monica Bellucci como Davana Sealman
- Harold Torres como Hugo Márquez
- Taj Atwal como Linda Amistead
- Ray Fearon como Gerald Nussbaum
- Daniel de Bourg como William Borden
- Josh Taylor como Randy Sealman
- Ray Stevenson como el detective Danny Mora[1]
- Louis Mandylor como corredor borracho
- Stella Stocker como Maya
- Natalie Anderson como Maryanne Borden
- Atanas Srebrev como el Dr. Joseph Myers

## Producción
En febrero de 2020 se anunció que Liam Neeson interpretará a un experto asesino con reputación de discreta precisión en Memory, una película de acción y suspenso dirigida por Martin Campbell. En abril de 2021 la fotografía principal comenzó en Bulgaria con Guy Pearce, Monica Bellucci, Harold Torres, Taj Atwal y Ray Fearon uniéndose al elenco. El proyecto es una producción conjunta entre Briarcliff Entertainment, Open Road Films, Black Bear Pictures, Welle Entertainment, Saville Productions y Producciones Arthur Sarkissian. Rupert Parkes, quien previamente trabajó con Campbell en The Protégé, compuso la partitura de la película.

## Estreno
Memory fue estrenada en los Estados Unidos por Open Road Films y Briarcliff Entertainment el 29 de abril de 2022.

## Recepción

### Taquilla
En los Estados Unidos y Canadá, se proyectó que la película recaudaría entre $ 2 y 5 millones en 2555 salas de cine en su primer fin de semana. La película ganó $ 1,1 millones en su primer día y debutó con $ 3,1 millones, terminando octava en la taquilla. Los hombres constituían el 51% de la audiencia durante su apertura, los mayores de 25 años representaban el 84% de la venta de entradas y los mayores de 45 el 46%. El desglose étnico de la audiencia mostró que el 49% eran caucásicos, el 20% hispanos y latinoamericanos, el 20% afroamericanos y el 11% asiáticos u otros. La película ganó 1,4 millones de dólares en su segundo fin de semana antes de salir entre los diez mejores de taquilla en el tercero con 450.038 dólares.

### Respuesta crítica
En el sitio web del agregador de reseñas Rotten Tomatoes, el 30% de las reseñas de 92 críticos son positivas, con una calificación promedio de 4.8/10. El consenso del sitio web dice: "Un pálido facsímil de los mejores thrillers de acción de la estrella Liam Neeson o el director Martin Campbell, Memory demuestra ser uno de sus esfuerzos más olvidables hasta el momento". Metacritic, que utiliza un promedio ponderado, asignó a la película una puntuación de 41 sobre 100, basada en 28 críticos, lo que indica críticas mixtas o promedio. El público encuestado por PostTrak le dio una puntuación positiva del 66 %, y el 49 % dijo que definitivamente lo recomendaría.